# Som følger solen
|  | Denne artikel er oprettet af botten PalnaBot ud fra en ekstern database. Den kan derfor have sproglige fejl eller mangler. Denne skabelon kan fjernes efter kontrol af indholdet. |

Som følger solen er en dokumentarfilm fra 2013 instrueret af Frigge Volander Himmelstrup.

## Handling
I "Som følger solen" opleves et liv igennem en kvinde, hendes krop og dens bevægelser. Det handler om at bryde ud, om at sanse og om at blive voksen. En skulpturel fortælling om at være i en krop i verden.